# Mặt (sinh học)
Mặt là một cơ quan cảm quan phức tạp, thường nằm ở mặt trước của các động vật có mặt.

## Mặt người
- Trán
- Mắt
- Mũi
- Má
- Miệng